# Association Aéronautique et Astronautique de France
L'Association Aéronautique et Astronautique de France (3AF) és una institució mundial que treballa amb els diversos aspectes dels viatges espacials. Va ser fundada el 1971. Acadèmics, fabricants de productes, proveïdors de serveis i altres professionals aeroespacials civils i militars globals estan representats a 3AF. La seu de l'organització és a París.

## Membres coneguts
- Paul Andreu, arquitecte francès
- Jean-François Clervoy, astronauta francès que treballa per a l'ESA
- Hubert Curien, físic francès i figura clau de la política científica europea
- Institut polytechnique des sciences avancées, escola d'enginyeria aeronàutica i aeroespacial Membres destacats